# Fimela
Fimela ist eine Gemeinde (commune) im Département Fatick der Region Fatick, gelegen im zentralen Westen Senegals. Sie ist Sitz der Präfektur des Arrondissement de Fimela und besteht aus dem namensgebenden Hauptort (chef-lieu) sowie weiteren Dörfern (villages) und Weilern (hameaux).

## Geographische Lage
Der von Nord nach Süd durch die Gemeinde Fimela mäandrierende Marigot de Guilor teilt das Gemeindegebiet in zwei ungleich große Teile.
Der kleinere nordwestliche Teil der Gemeinde ist als letzter Ausläufer des Erdnussbeckens Senegals nicht weit entfernt von der Petite-Côte. Hier liegen neben dem Hauptort Fimela die Dörfer Baboucar Toumbou, Djilor, Kobongoye 1 und 2, Mbissel, Ndangane, Samba Dia (1 und 2), Samba Diallo, Simal und Yajème. Zwischen den Dörfern Samba Dia, Yajème und Ndangane liegt der Palmenwald Forêt classée de Samba Dia, der seit 1979 das älteste und zugleich das kleinste UNESCO-Biosphärenreservat Senegals bildet.
Der größere südöstliche Teil der Gemeinde hingegen mit der Insel Mar Lodj ist Teil des Saloum-Deltas, wo die weit landeinwärts reichende Gezeitenströmung aus dem flachen Küstenhinterland am Unterlauf des Saloum ein weit in die Breite verzweigtes unwegsames amphibisches System von Marigots, Bolons, Inseln und Mangrovenwäldern geschaffen hat, dessen Dörfer Mar Fafaco, Mar Lothie (Mar Lodj) und Mar Soulou nur auf dem Wasserweg erreichbar sind und das besonders mit dem Marigot de Faoye weit nach Norden ausgreift. Der einzige natürliche Landkorridor zur Erreichbarkeit der Gemeinde kommt von Norden her. Die im Osten liegende Départementspräfektur Fatick ist deshalb von hier nur auf Umwegen erreichbar.
Der Hauptort Fimela liegt am rechten nordwestlichen Ufer des Marigot de Djilor (Marigot de Guilor), 36 Kilometer südwestlich der Départementspräfektur Fatick und 105 Kilometer südöstlich der Hauptstadt Dakar. Das Gemeindegebiet hat eine Fläche von 384,80 km². Benachbarte Kommunen sind im Uhrzeigersinn Djilasse im Norden, Foundiougne und Djilor im Osten, Djirnda und Dionewar im Süden und im Westen Palmarin Facao sowie Nguéniène.

## Geschichte
Das Dorf Fimela war seit 1972 Hauptort einer Landgemeinde (communauté rurale) und die erhielt 2014, wie in Senegal alle communautés rurales, den landesweit einheitlichen Status einer Gemeinde (commune).

## Bevölkerung
Die letzten Volkszählungen ergaben jeweils folgende Einwohnerzahlen:
| Jahr | Einwohner |
| ---- | --------- |
| 1988 | 13.418    |
| 2002 | 16.505    |
| 2013 | 25.229    |
| 2023 | 30.886    |

Nach dem Zensus 1988 umfasste die Landgemeinde Fimela 15 Dörfer. Der Hauptort Fimela hatte damals 1751 Einwohner und lag damit nach Einwohnerzahl in der Landgemeinde an erster Stelle vor dem auf einer Insel liegenden Dorf Mar Fafaco (1699 Einwohner) und vor dem dem Hauptort benachbarten Simal (1417 Einwohner). Das Doppeldorf Samba Dia (1 und 2) hatte damals zusammen 2325 Einwohner.

## Verkehr
Fimela liegt abseits des Netzes der Nationalstraßen. Eine 34 Kilometer lange asphaltierte Piste, die auf halbem Weg zwischen Mbour und Fatick bei Thiadiaye von der N 1 nach Süden abzweigt, verbindet die Gemeinde über Diofior mit dem Rest des Landes. Hinter der Ortsdurchfahrt Fimela führt die Piste sieben Kilometer weiter nach Süden und endet in dem touristisch geprägten Ort Ndangane Campement am Ufer des Marigot de Guilor. In dessen Nähe liegt der Aérodrome de Djilor Pout Pout, ein Flugplatz mit einer 1100 Meter langen Piste. Eine asphaltierte Straße führt zudem vom Hauptort nach Westen zu dem Dorf Samba Dia. Dort gibt es einen Abzweig nach Süden zur Küstengemeinde Palmarin Facao, der ebenfalls gut ausgebaut ist, während es geradeaus weiter geht nach Joal-Fadiouth. Die Straße quert dabei auf Damm-Brücken-Kombinationen zweimal dem Tidenhub des Meeres ausgesetzte Mangrovenzonen.

## Wirtschaft
Die Wirtschaft der Gemeinde basiert hier am Rande des Saloum-Deltas neben Landwirtschaft, Viehzucht und Imkerei auch auf dem Fischfang sowie der Gewinnung von Meeresfrüchten und Mangrovenprodukten. Durch die Nähe des UNESCO-Welterbes Saloum-Delta mit seinen Natur- und Kulturschätzen ist der Ökotourismus wirtschaftlich von Bedeutung und wird von den zahlreichen in der Region tätigen NGOs und internationalen Organisationen gefördert. Touristische Zentren sind besonders neben dem Hauptort Fimela die auf dem Land- und dem Wasserweg gut erreichbaren Fischerdörfer Djilor (Guilor) und Ndangane sowie die Dörfer der Insel Mar Lodj.